# Ах (приток Аммера)
Ах (нем. Ach) — река в Германии, протекает по Верхней Баварии (земля Бавария). Речной индекс 1642.
Ах образуется восточнее Бад-Байерзойена в результате слияния двух речек: Глоценбаха (Glotzenbach) и Мюльбаха (Mühlbach). На своем пути Ах проходит через озеро Штаффельзе (Staffelsee). В окрестностях Оберхаузена впадает в Аммер — так называется река Ампер в районе устья Аха.
Длина реки 39 км, площадь бассейна 120,45 км². Высота истока 789 м. Высота устья 576 м.